# Pracownie krzemieniarskie nad Czapnicą w Poznaniu
Pracownie krzemieniarskie nad Czapnicą w Poznaniu – paleolityczna i mezolityczna krzemienica (warsztat obróbki krzemienia) zlokalizowana w Poznaniu, na VII terasie Warty (Starołęka Wielka), na północnym brzegu Czapnicy, w pobliżu granicy z Czapurami.

## Historia
Około 8300 (8800–8850) lat p.n.e. nieduża grupka wędrownych łowców natrafiła w tym miejscu na wychodnię narzutowego kredowego krzemienia bałtyckiego, co miało w tamtych czasach znaczenie na miarę skarbu (krzemień był wówczas surowcem bezcennym, podstawą wytwarzania większości narzędzi). W miejscu tym można było stosunkowo łatwo pozyskiwać buły krzemienne, celem ich przetwarzania na różnego rodzaju narzędzia. Założono więc w miejscu znaleziska pracownię krzemieniarską, w której buły poddawano obróbce. To stanowisko archeologiczne nazwano Krzemienicą I. Miała ona nieregularny, owalny kształt (12 × 15 metrów). Znaleziono tu liczne narzędzia krzemienne, a także odpadki powstałe w procesie obrabiania krzemienia. W pobliżu natrafiono na jamy szczelnie wypełnione odpadami surowcowymi, które mogły być rezerwuarami surowca, miejscem składowania odpadów lub miejscami kultu (składania ofiar). Nie wiadomo też czy krzemień eksploatowała jedna grupa rodzinna i kiedy zakończono wydobycie. 
Ponowne odkrycie wychodni nastąpiło już w mezolicie, około 5700–4400 (7900–4500) lat p.n.e. Grupa myśliwych założyła warsztat krzemieniarski (stanowisko Krzemienica II) około 20 metrów od stanowiska paleolitycznego. Mezolityczni myśliwi osiedlili się także około 5000 lat p.n.e. w rejonie północnego brzegu Spławki w Spławiu. Ślady ich bytowania odkryto także w okolicach Czapur, Babek i Starołęki (Małej). 
Badania archeologiczne przeprowadzono w 1951, a wkrótce potem stanowisko uległo zniszczeniu w trakcie eksploatacji piasku. Krzemienice nad Czapnicą stanowią jedną z najbardziej znanych w rejonie Poznania pozostałości osadnictwa z około 8800–8850 lat p.n.e i są wspominane przez większość podręczników z zakresu pradziejów ziem polskich.